# René Allonge
René Allonge (* 1973) ist ein deutscher Kriminalist und leitender Ermittler des Landeskriminalamt Berlin. International bekannt wurde er vor allem durch seine Verdienste bei der Bekämpfung der Kunstkriminalität.

## Leben
Geboren und aufgewachsen ist René Allonge in Mecklenburg. 1992 trat er in den Dienst der Berliner Polizei und absolvierte ein Studium an der heutigen Hochschule für Wirtschaft und Recht. Seit 1997 ist er Angehöriger des Berliner Landeskriminalamtes und auf die Bekämpfung von Banden- und Eigentumskriminalität spezialisiert. 2009 wurde ihm die Leitung des Sachgebietes „Kunstdelikte“ im Berliner Landeskriminalamt übertragen, in dem insbesondere Kunstdiebstähle und Kunstfälschungen aufgeklärt werden. Beachtung fand die von René Allonge geleitete Spezialdienststelle durch ihre Ermittlungen, die 2010 zur Überführung des Kunstfälschers Wolfgang Beltracchi  führten. Ermittlungen von René Allonge in Bad Dürkheim führten 2015 zur Auffindung zahlreicher Monumentalskulpturen der NS-Bildhauer Josef Thorak, Arno Breker und Fritz Klimsch, darunter Thoraks Schreitende Pferde, die ehemals vor der Neuen Reichskanzlei in Berlin aufgestellt waren und 1989 von einem Kasernengelände in Eberswalde abhandenkamen.

## Presse und Funk
- Berliner Zeitung: Fälschern auf der Spur von Sabine Deckwerth, 30. Dezember 2014, Seite 16
- Berliner Zeitung: Dem Schwindel auf der Spur von Stefan Strauss, Ausgabe 28. Januar 2012, Seite 17
- BZ: Berlins Jäger der geraubten Schätze von Claudia von Duehren, 20. Oktober 2014, Seite 28
- BZ: Der Picasso-Krimi von Berlin von Axel Lier und Karin Hendrich, 6. Juli 2014, Seite 17
- BZ: Kunst-Skandal von Martina Hafner, Ausgabe 1. September 2011, Seite 17
- Berliner Kurier: Der Jäger der gefälschten Bilder von Gerhard Lehrke, Ausgabe 28. Januar 2012, Seite 11
- FOCUS: Weltweite Suche nach gefälschten Meisterwerken, Ausgabe 27. Januar 2012
- SPIEGEL: Ausgabe 22/2015, "Braune Meister" von Konstantin von Hammerstein, Seite 48ff.
- MONOPOL: Die Fahnder von Sebastian Frenzel, Ausgabe 3/2012, Seite 54 ff.
- Berliner Morgenpost: … Und keiner hat’s gesehen von Christina Brüning, Berliner Illustrierte Zeitung, Ausgabe 27. April 2014, Seite 4 ff.
- Berliner Morgenpost: Fast jedes dritte Kunstwerk auf dem Markt ist gefälscht von Nele Obermueller, Ausgabe vom 13. Dezember 2015
- Berliner Morgenpost: Das war wie Malen nach Zahlen von Ulla Reinhard, Ausgabe 3. Februar 2014, Seite 11
- Berliner Morgenpost: Auf den Spuren der Fälscher von Gabriela Walde, Ausgabe 2. Februar 2012, Seite 24
- KUNSTZEITUNG: Wettlauf zwischen Polizei und Fälscher von Bernhard Schulz, Ausgabe März 2013, Seite 8
- Der Tagesspiegel: Die Kripo kann auch Kunst von Werner von Bebber, Ausgabe 21. November 2013
- Der Tagesspiegel: Kunst und Fehler von Werner von Bebber und Nicola Kühn, Ausgabe 19. Dezember 2013, Seite 3
- Der Tagesspiegel: Jäger der kriminellen Künstler von Eva Kalwa, Ausgabe 28. Januar 2012, Seite 15
- Der Tagesspiegel: Das Gemälde ist tadellos von Deike Diening, Ausgabe vom 31. Dezember 2011
- TAIDE: Entä jos taideteos ei olekaan aito von Leena Becker, Ausgabe 6/2014, Seite 26 ff.
- VG HELG: Den hvite løgnen von Ingar Johnsrud, Ausgabe 1. November 2014, Seite 34 ff.
- Politik & Kultur: Was tun gegen Kunsträuber und -fälscher von Andrea Wenger, Ausgabe 1/2013, Seite 18
- Bayerische Staatszeitung: Das falsche Grün von Felix Scheidl, Ausgabe 4. November 2011, Seite 3
- WELTKUNST: Fall Jaegers und Knops, Ausgabe 13/2010, Seite 182
- WELTKUNST: Was ist dran am Expressionismus, Ausgabe 10/2012, Seite 50
- ART Das Kunstmagazin: Bilder unter Verdacht von Till Briegleb, Ausgabe Oktober 2012, Seite 32 ff.
- Handelsblatt: Das Auge des Kunsthistorikers von Christiane Fricke, Ausgabe 14. Februar 2012
- Märkische Allgemeine Zeitung: Jägers Jäger von Torsten Gellner, Ausgabe 28. Januar 2012, Seite 6
- Märkische Oderzeitung: Auf der Jagd nach Fälschern von Maria Neuendorf, Ausgabe 28. Januar 2012, Seite 3
- Jäger der verschollenen Pferde. In: Märkische Oderzeitung. 20. Oktober 2016 (moz.de (Memento vom 11. Oktober 2017 im Internet Archive)). von Simon Rayß
- Süddeutsche Zeitung: Das Urteil von Renate Meinhof, Ausgabe 28. Oktober 2011, Seite 13
- Augsburger Allgemeine: Im falschen Film von Holger Sabinsky-Wolf, Ausgabe 15. Dezember 2011, Seite 3
- Augsburger Allgemeine: Kunstfälscher Beltracchi – Seine Show geht erst los von Holger Sabinsky-Wolf, Ausgabe 12. März 2012
- Vanity Fair: The Greatest Fake-Art Scam in History? von Joshua Hammer, 10. Oktober 2012 (englisch)
- Deutschlandradio: Kunsthandel ist kein krimineller Markt, Interview mit Gabi Wuttke vom 27. Januar 2012
- Der Kriminalist: Das Phantom von der Spree, Ausgabe 6/2002, Seite 255 ff.
- Der Kriminalist: Fliegende Geldautomaten, Ausgabe 11/2004, Seite 430 ff.

## Film und Fernsehen
- RBB Fernsehen: Die Kunstfälscher, Beitrag in der Sendung „Stilbruch“ vom 8. September 2011
- RBB Fernsehen: Den Fälschern auf der Spur, Beitrag in der Sendung ZIBB vom 3. Februar 2015 von Andrea Schneider
- RBB Fernsehen: Täter-Opfer-Polizei - Spektakuläre Kriminalfälle, Ausstrahlung vom 25. Juni 2017
- MDR Fernsehen: Spur der Täter, Ausgabe vom 14. September 2016
- WDR: Der große Bluff – Wie man mit Kunst kassiert, Dokumentation von Anke Rebbert, 2012
- ZDF: TerraXpress – Übers Ohr gehauen (Memento vom 3. Dezember 2016 im Internet Archive), Sendung vom 21. Oktober 2012
- BR Bayerisches Fernsehen: Den Fälschern auf der Spur, Beitrag aus der Sendung „Faszination Wissen“ vom 17. Juni 2013
- 3SAT: Die Kunstfälscher, Beitrag von Stefan Zucker, Ausstrahlung 16. Dezember 2011
- Beltracchi – Die Kunst der Fälschung, Dokumentarfilm, Deutschland 2014
- N-TV: Beitrag von Annett Möller in N-TV Wissen vom 7. Mai 2015, Ausstrahlung am 7. Mai 2015
- SPIEGEL-TV: "Hitlers Pferde: Illegale Geschäfte mit Nazikunst", Ausgabe vom 31. Mai 2015

| Personendaten    | Personendaten         |
| ---------------- | --------------------- |
| NAME             | Allonge, René         |
| KURZBESCHREIBUNG | deutscher Kriminalist |
| GEBURTSDATUM     | 1973                  |